# Geert Van der Stricht
Geert Van der Stricht (* 11. Februar 1972 in Deurne (Flämisch-Brabant)) ist ein belgischer Schachspieler. Er gewann mehrmals die Meisterschaft Flanderns. 2003 gewann er in Eupen die belgische Einzelmeisterschaft vor Alexandre Dgebuadze.

## Leben
Geert Van der Stricht studierte Elektromechanik an der ostflandrischen Katholieke Hogeschool Sint-Lieven. Er arbeitet als wissenschaftlicher Assistent an der Hogeschool Gent.
Für den Buchverlag der Alkmaarer Schachzeitschrift New In Chess schrieb er gemeinsam mit den niederländischen Großmeistern Friso Nijboer und Sipke Ernst die Bände 3 bis 6 der Reihe Tactics in the Chess Openings über Schacheröffnungen. Eine Neuauflage seiner Bücher mit Friso Nijboer im niederländischen Original ist für 2009 angekündigt: Im Utrechter Verlag Bijleveld Press sollen die Titel Winnen met het Damegambiet und Winnen met het Frans erscheinen.

## Erfolge
Mit der belgischen Nationalmannschaft nahm er zwischen 2000 und 2006 an vier Schacholympiaden teil: 2000 und 2002 am vierten sowie 2004 und 2006 am dritten Brett. Er erzielte ein positives Gesamtergebnis von 22,5 Punkten aus 40 Partien (+16 =13 −11). Er spielte für Belgien auch bei den Mannschaftseuropameisterschaften 2003 (am ersten Brett) und 2005 (am zweiten Brett).
Vereinsschach spielte er in Belgien in den 1990er Jahren für den KGRSL Gent, mit dem er 1998 und 1999 am European Club Cup teilnahm. Anschließend spielte er bei Boey Temse. Mit dem Verein nahm er am European Club Cup 2002 teil. 2006 wechselte er zurück zu KGRSL Gent und wurde mit diesem 2016 belgischer Mannschaftsmeister. In den Niederlanden spielte er zunächst für HWP Sas van Gent (mit dem er in den Spielzeiten 1996/97 und 2001/02 in der Meesterklasse vertreten war), seit September 2003 ist sein Verein HMC Calder Den Bosch, mit dem er an den European Club Cups 2005 und 2014 teilnahm. Er spielt auch in französischen Mannschaftsmeisterschaften, und zwar für den Club de Reims Echec et Mat. Geert Van der Stricht, der das Schachspielen von seinem Vater gelernt hat, trägt den Titel Internationaler Meister.
Seine erste Großmeister-Norm erzielte er in der Saison 2007/08 in der belgischen Mannschaftsmeisterschaft. Seine Elo-Zahl beträgt 2301 (Stand: Oktober 2024), damit liegt er auf dem 34. Platz der belgischen Elo-Rangliste. Seine bisher höchste Elo-Zahl war 2468 im Oktober 2003.

## Veröffentlichungen
- Tactics in the Chess Openings 3: French Defence and other half-open games. New In Chess, Alkmaar 2005, ISBN 90-5691-162-7. (mit Friso Nijboer)
- Tactics in the Chess Openings 4: Queen’s Gambits, Trompowsky & Torre. New In Chess, Alkmaar 2006, ISBN 90-5691-172-4. (mit Friso Nijboer)
- Tactics in the Chess Openings 5: Indian Defences - Catalan & Benoni. New In Chess, Alkmaar 2007, ISBN 978-90-5691-201-7. (mit Sipke Ernst)
- Tactics in the Chess Openings 6: Gambits and Flank Openings. New In Chess, Alkmaar 2007, ISBN 978-90-5691-221-5. (mit Sipke Ernst)